# 矢口町
矢口町（やぐちまち）は、東京府荏原郡にかつて存在した町である。東京都大田区の南西部に位置する。おおむね東京都道311号環状八号線（環八通り）沿いにあたる。

## 沿革
- 1889年（明治22年）5月1日 - 町村制の施行に伴い、蓮沼村、道塚村、小林村、安方村、原村、今泉村、古市場村、矢口村、下丸子村の全域と、鵜ノ木村の一部（残部は蒲田村、調布村に編入）が合併し、矢口村が発足。
- 1912年（明治45年） - 多摩川を挟んで両岸に蛇行していた神奈川県橘樹郡との境が多摩川上に設定され、橘樹郡御幸村大字中丸子、上平間、小向の各一部を編入。大字古市場の一部を移管。
- 1928年（昭和03年）2月11日 - 矢口村が町制施行し、矢口町となる。
- 1932年（昭和07年）10月1日 - 荏原郡全域が東京市に編入。矢口町の区域は蒲田区となる。
- 1947年（昭和22年）3月15日 - 蒲田区が大森区と合併し、大田区を設置。

## 交通

### 鉄道
- 目黒蒲田電鉄（現：東急電鉄）
  - 目蒲線：下丸子駅 - 武蔵新田駅 - 矢口渡駅 - 本門寺道駅（ルート変更で廃駅）
- 池上電気鉄道（現：東急電鉄）
  - 本線：蓮沼駅

### 道路
- 国道15号（当時は1号国道、京浜国道）

## 現在の地名
下丸子、新蒲田、多摩川、東矢口、矢口（いずれも大体の範囲）

## 教育機関
- 矢口農商公民学校
- 矢口実修女学校
- 矢口町青年訓練所
- 矢口尋常高等小学校
- 矢口東尋常小学校
- 矢口西尋常小学校
- 黒沢尋常小学校

## 施設
- 慶應義塾新田運動場 - 1926年開設。400mトラックおよび蹴球場、1万5千人収容の野球場、テニスコートも備えていた。跡地は同潤会に売却された[1]。
- 矢口浄水場 - 1930年に完成。当時は民間の水道会社矢口水道の浄水場だった。

## 関連書籍
- 東京市臨時市域擴張部 『荏原郡矢口町現状調査』 1931年